# خدمة الاختبارات التعليمية
خدمة الاختبارات التعليمية (بالإنجليزية:Educational Testing Service) شركة خاصة أمريكية غير ربحية تأسست عام 1947 وتعتبر من أكبر المنظمات المتخصصة في الاختبار والتقييم التعليمي.  يقع مقرها الرئيسي في بلدة لورانس ، نيو جيرسي.